# 哈特湖 (佛羅里達州)
哈特湖（英語：Lake Hart）是位於美國佛羅里達州橙縣的一個人口普查指定地區。

## 地理
哈特湖的座標為28°23′20″N 81°13′45″W / 28.38889°N 81.22917°W，而該地最高點為海拔高度21米（即69英尺）。

## 人口
根據2010年美國人口普查的數據，哈特湖的面積為4.80平方千米，當中陸地面積為3.50平方千米，而水域面積為1.30平方千米。當地共有人口542人，而人口密度為每平方千米112人。